# Холл, Стюарт
Стюарт Холл (англ. Stuart Hall; 3 февраля 1932, Кингстон — 10 февраля 2014, Лондон) — британский социолог культуры и массовых коммуникаций марксистского направления. Член Британской академии. Один из самых ярких публичных интеллектуалов своего времени.

## Биография
Я родился и сформировался в последние дни старого колониального мира. Это мои условия существования. Это, как мне кажется, отправная точка для повествования о моей жизни, источник любопытного, unreachable и постоянного беспокойства.
Родился на Ямайке. Вырос в семье среднего класса в Кингстоне. Как выяснит впоследствии его вдова, мать Стюарта происходила через свою мать от Джона Рока Гроссета (John Rock Grosset), члена парламента от тори, выступавшего за рабство, владевшего плантацией в Портленде.
В 1951 году выиграл стипендию Родса для обучения в Мертон-колледже Оксфордского университета; куда приедет, как вспоминала его вдова, будучи антиколониалистом.
Работал в Бирмингемском университете, где в 1964 году совместно с Ричардом Хоггардом основал Центр современных культурных исследований.
В 1979—1997 годы преподавал в Открытом университете.
Сотрудничал с Реймондом Уильямсом, Ричардом Хоггартом, выступал вместе с ними в журнале «Новое левое обозрение» (англ. New Left Review).
Участник антивоенного движения. Президент Британской социологической ассоциации (1995—1997).
Развивал марксистский подход к явлениям культуры, опираясь на идеи Антонио Грамши и Луи Альтюссера. Специалист по социологии культур протеста, массовых коммуникаций, популярной литературы.
Двоюродная сестра Клэр (род. 1935) после своей смерти была провозглашена «национальной иконой образования» Ямайки. Вдова - Кэтрин Холл.

## Труды
- Encoding and Decoding in the Television Discourse (1973)
- Resistance through rituals: youth subcultures in post-war Britain (1976, в соавторстве с Т.Джефферсоном)
- Policing the crisis: mugging, the state, and law and order (1978)
- The hard road to renewal: Thatcherism and the crisis of the left (1988)
- Questions of cultural identity (1996, в соавторстве с П. Дю Гаем)
- Critical dialogues in cultural studies (1996, в соавторстве с Д.Морли и др.)
- Representation: Cultural Representations and Signifying Practices (1997)